# Sindre Ure Søtvik
Sindre Ure Søtvik (ur. 8 kwietnia 1992) – norweski kombinator norweski, zawodnik klubu IL Eldar.

## Kariera
Na międzynarodowej arenie, w zawodach indywidualnych, zadebiutował 15 stycznia 2011 w Klingenthal, gdzie w zawodach Pucharu Kontynentalnego zajął osiemnaste miejsce. W lutym 2012 roku wystąpił na mistrzostwach świata juniorów w Erzurum, gdzie zajął 18. i 17. miejsce indywidualnie oraz czwarte miejsce w zawodach drużynowych.
W Pucharze Świata zadebiutował 15 marca 2013 roku w norweskim Oslo zajmując 48. miejsce w Gundersenie. Pierwsze pucharowe punkty zdobył 29 listopada 2014 roku w fińskiej Ruce, gdzie był dwudziesty czwarty w Gundersenie.
Równocześnie Søtvik startował w zawodach Pucharu Kontynentalnego. Odnosił tam większe sukcesy, między innymi kilkakrotnie zwyciężając, a w sezonie 2017/2018 zajął trzecie miejsce w klasyfikacji generalnej.
W czerwcu 2020 roku ogłosił zakończenie kariery.

## Osiągnięcia

### Mistrzostwa świata juniorów
| Miejsce | Dzień     | Rok  | Miejscowość | Konkurencja           | Wynik zwycięzcy | Strata  | Zwycięzca           |
| ------- | --------- | ---- | ----------- | --------------------- | --------------- | ------- | ------------------- |
| 18.     | 22 lutego | 2012 | Erzurum     | Gundersen HS109/10 km | 26:50,8         | +1:10,9 | Mattia Runggaldier  |
| 4.      | 24 lutego | 2012 | Erzurum     | Sztafeta HS109/4x5 km | 51:16,9         | +53,2   | Austria             |
| 17.     | 25 lutego | 2012 | Erzurum     | Sprint HS109/5 km     | 12:52,9         | +1:00,6 | Øystein Granbu Lien |

### Puchar Świata

#### Miejsca w klasyfikacji generalnej
- sezon 2012/2013: niesklasyfikowany
- sezon 2013/2014: niesklasyfikowany
- sezon 2014/2015: 53.
- sezon 2015/2016: nie brał udziału
- sezon 2016/2017: 51.
- sezon 2017/2018: 41.
- sezon 2018/2019: nie brał udziału
- sezon 2019/2020: 48.

#### Miejsca na podium chronologicznie
Søtvik nigdy nie stanął na podium indywidualnych zawodów Pucharu Świata.

### Puchar Kontynentalny

#### Miejsca w klasyfikacji generalnej
- sezon 2010/2011: 55.
- sezon 2011/2012: 70.
- sezon 2012/2013: 46.
- sezon 2013/2014: 36.
- sezon 2014/2015: 5.
- sezon 2015/2016: 51.
- sezon 2016/2017: 5.
- sezon 2017/2018: 3.
- sezon 2018/2019: 4.
- sezon 2019/2020: 4.

#### Miejsca na podium chronologicznie
| Nr  | Data             | Miejscowość    | Konkurencja              | Wynik zwycięzcy | Pozycja | Strata      | Zwycięzca             |
| --- | ---------------- | -------------- | ------------------------ | --------------- | ------- | ----------- | --------------------- |
| 1.  | 24 stycznia 2015 | Planica        | Gundersen HS139/10 km    | 25:49,3 min     | 2.      | +0,1 s      | Tobias Simon          |
| 2.  | 25 stycznia 2015 | Planica        | Gundersen HS139/10 km    | 24:31,1 min     | 1.      | -           | -                     |
| 3.  | 15 lutego 2015   | Ramsau         | Gundersen HS98/10 km     | 23:28,5 min     | 3.      | +0,7 s      | Espen Andersen        |
| 4.  | 1 marca 2015     | Ruka           | Gundersen HS142/10 km    | 26:47,9 min     | 3.      | +22,3 s     | Lukas Greiderer       |
| 5.  | 18 grudnia 2016  | Klingenthal    | Gundersen HS140/10 km    | 24:06,4 min     | 3.      | +28,8 s     | Gō Yamamoto           |
| 6.  | 15 stycznia 2017 | Ruka           | Gundersen HS142/10 km    | 28:44,9 min     | 1.      | -           | -                     |
| 7.  | 5 stycznia 2018  | Klingenthal    | Gundersen HS140/5 km     | 12:00,2 min     | 2.      | +7,1 s      | Antoine Gérard        |
| 8.  | 13 stycznia 2018 | Ruka           | Start masowy HS142/10 km | 232,4 pkt       | 1.      | -           | -                     |
| 9.  | 5 stycznia 2019  | Klingenthal    | Gundersen HS140/10 km    | 27:05,2 min     | 2.      | +1:16,4 min | Jens Lurås Oftebro    |
| 10. | 11 stycznia 2019 | Ruka           | Gundersen HS142/10 km    | 28:38,0 min     | 3.      | +31,8 s     | Leif Torbjørn Nœsvold |
| 11. | 12 stycznia 2019 | Ruka           | Start masowy HS142/10 km | 93,3 pkt        | 2.      | -10,6 pkt   | Leif Torbjørn Nœsvold |
| 12. | 16 lutego 2019   | Rena           | Gundersen HS111/10 km    | 24:20,1 min     | 3.      | +9,5 s      | Paul Gerstgraser      |
| 13. | 8 marca 2019     | Niżny Tagił    | Gundersen HS100/5 km     | 11:48,9 min     | 2.      | +1,2 s      | Luis Lehnert          |
| 14. | 13 grudnia 2019  | Park City      | Gundersen HS100/10 km    | 29:22,2 min     | 2.      | +57,3 s     | Jakob Lange           |
| 15. | 11 stycznia 2020 | Oberwiesenthal | Gundersen HS105/10 km    | 23:05,3 min     | 3.      | +1,7 s      | Harald Johnas Riiber  |
| 16. | 17 stycznia 2020 | Klingenthal    | Gundersen HS106/10 km    | 28:17,2 min     | 3.      | +18,1 s     | Harald Johnas Riiber  |
| 17. | 25 stycznia 2020 | Rena           | Gundersen HS109/10 km    | 24:02,8 min     | 2.      | +1,2 s      | Jakob Eiksund Sæthre  |